# Isothrix sinnamariensis
Isothrix sinnamariensis es una especie de roedor de la familia Echimyidae.

## Distribución geográfica
Se encuentra en Guayana Francesa, Guayana y posiblemente en  Surinam.

## Hábitat
Su hábitat natural son: zonas subtropicales o tropicales húmedas de tierras de baja altitud, bosques.

## Estado de conservación
Se encuentra amenazada de extinción por la pérdida de su hábitat natural.